# Мухамара
Мухамара (араб. محمرة) або мхамара — соус-мачанка з гострого перцю, який походить з сирійського Алеппо, поширений у левантійській та турецькій кухні. На заході Туреччини має назву «акюка».

## Інгредієнти
Основними інгредієнтами зазвичай є свіжий або сушений перець, як правило, алеппський перець, мелених волоських горіхів, панірувальних сухарів та оливкової олії. Він також може містити часник, сіль, лимонний сік, наршараб, а іноді й спеції (наприклад, кмин). Його можна прикрасити листям м'яти.

## Використання
Мухамару їдять мокаючи хлібом, як намазку для тостів та як соус для кебабу, грильованого м'яса та риби.